# Jung Jae-sung
Jung Jae-sung (in hangŭl: 정재성; Jeonju, 25 agosto 1982 – 9 marzo 2018) è stato un giocatore di badminton sudcoreano.

## Palmarès
Olimpiadi
- 1 medaglia:
  - 1 bronzo (Londra 2012 nel doppio)

Mondiali
- 3 medaglie:
  - 2 argenti (Kuala Lumpur 2007 nel doppio; Hyderabad 2009 nel doppio)
  - 1 bronzo (Londra 2011 nel doppio)

Sudirman Cup
- 3 medaglie:
  - 1 argento (Canton 2009)
  - 2 bronzi (Glasgow 2007; Qingdao 2011)

Thomas Cup
- 1 medaglia:
  - 1 argento (Giacarta 2008)

Giochi asiatici
- 4 medaglie:
  - 2 argenti (Doha 2006 a squadre; Canton 2010 a squadre)
  - 2 bronzi (Doha 2006 nel doppio; Canton 2010 nel doppio)

Campionati asiatici
- 2 medaglie:
  - 1 oro (Johor Bahru 2008 nel doppio)
  - 1 argento (Hyderabad 2005 nel doppio)